# Hyun Hee
Hyun Hee (kor.: 현희, ur. 4 października 1976 w Seongnam) – koreańska florecistka, złota medalistka mistrzostw świata.
Podczas mistrzostw świata w Lizbonie w 2002 roku wywalczyła złoty medal w turnieju indywidualnym, pokonując w finale Niemkę Imke Duplitzer. W rywalizacji drużynowej zajęła tam 22. miejsce. Na rozgrywanych rok później mistrzostwach świata w Hawanie zajęła 19. miejsce drużynowo i 20. indywidualnie.
Ponadto wywalczyła złoty medal drużynowo i srebrny indywidualnie na igrzyskach azjatyckich w Pusan (2002).